# Kattama

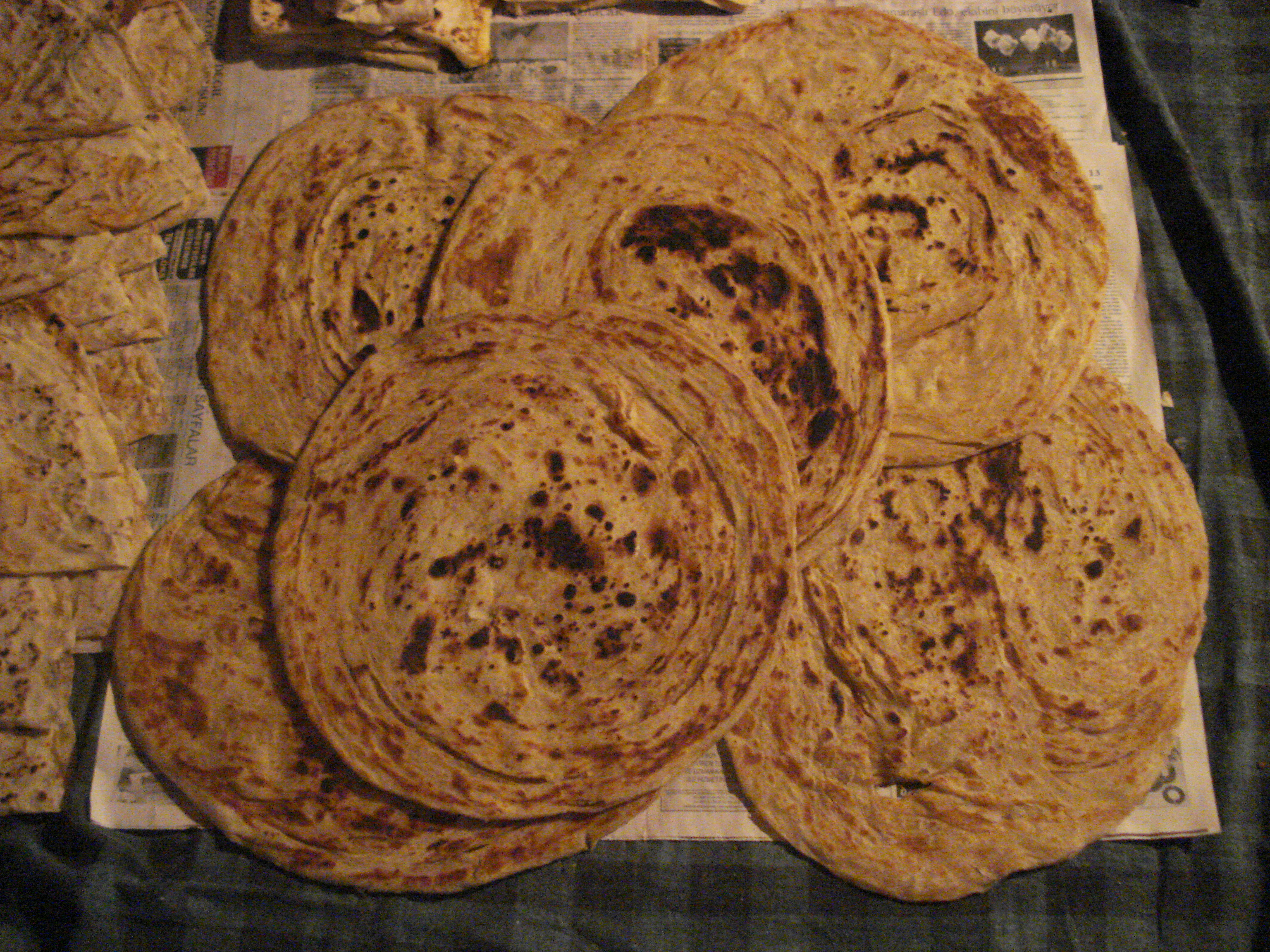
Des kattama turcs.

Le kattama (katlama ou katmer en turc ; gambir en mongol) est une galette frite typique de la cuisine d'Asie centrale. 
Elle se fabrique avec des graines de pavot moulues.
La variété turque du katmer est préparée comme dessert et garnie de pistaches.